# Tõnu Õnnepalu

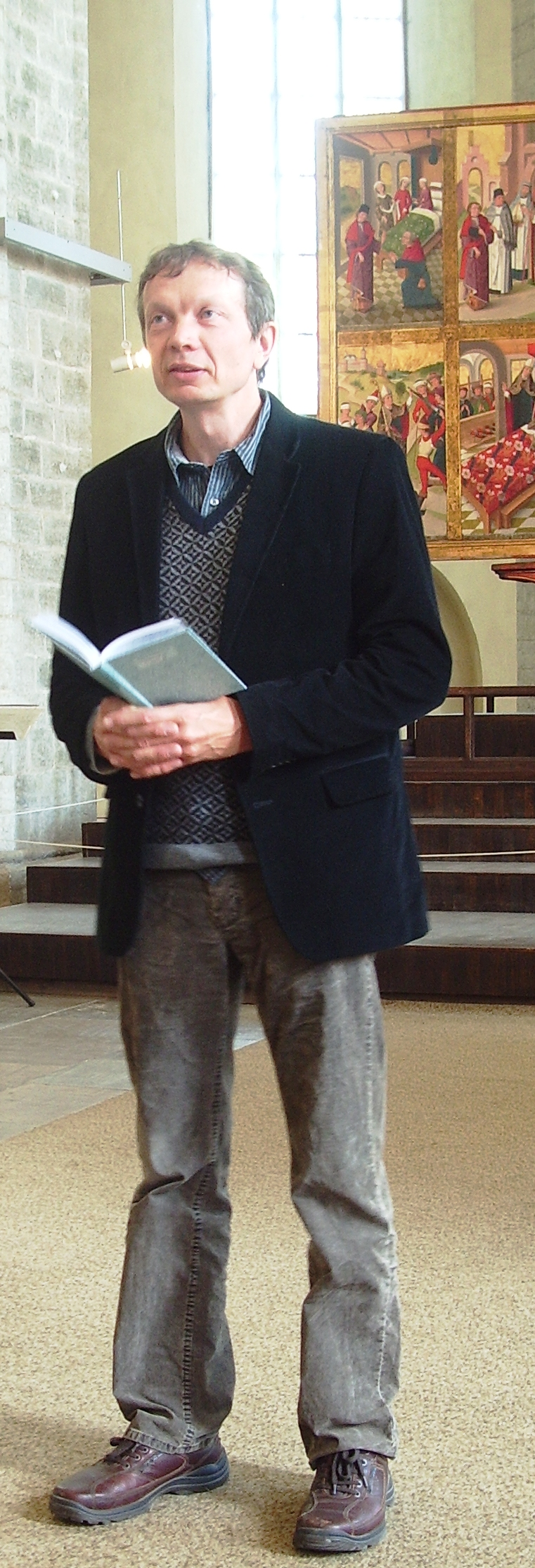
Tõnu Õnnepalu (2009)

Tõnu Õnnepalu (n. 13 septembrie, 1962, cunoscut și sub pseudonimul de Emil Tode și Anton Nigov) este un scriitor eston.